# Малявін Руслан Миколайович
Русла́н Микола́йович Маля́він (1977—2022) — солдат Збройних сил України, учасник російсько-української війни.

## З життєпису
Народився 1977 року в селі Кам'яна Яруга; навчався в місцевому ліцеї. В 1998 році закінчив Університет внутрішніх справ — правознавство.
Після закінчення працював на посадах в правоохоронних органах міста Чугуїв. Протягом тривалого часу допомагав мешканцям в Чугуївському центрі з надання безоплатної вторинної правової допомоги. Капітан міліції, юрист 3 класу прокуратури України; адвокат. Гравець чугуївських хокейних команд «Скіф» та «Альянс»,. Фанат велосипедного спорту.
З перших днів повномасштабної російської агресії добровільно став до лав територіальної оборони. Власним коштом придбав необхідну військову амуніцію. Службу проходив у складі 125-го окремого батальйону територіальної оборони; старший водій 1-го мінометного розрахунку 1-го мінометного взводу мінометної батареї.
Загинув 9 грудня 2022 року в селі Площанка Кремінського району Луганської області під час артилерійського обстрілу.
Церемонія прощання відбулась 12 грудня 2022 року у селі Кам'яна Яруга.
Без Руслана лишились батько Микола Олексійович, мама Надія Михайлівна, дружина Юлія Олександрівна, донька Анастасія і сестра Людмила. Батько генерал-майор міліції у відставці, свого часу — представник вищого керівництва міліції на Харківщині Микола Малявін.

## Нагороди і вшанування
- орден «За мужність» III ступеня (2023; посмертно)[8]
- Меморіальні дошки його честі встановлені на фасаді Кам'яноярузького ліцею та фасаді Чугуївського міського суду
- 2023 року в селі Кам'яна Яруга започатковано хокейний турнір пам'яті Руслана Малявіна[9]